# Paullinia revoluta
Paullinia revoluta är en kinesträdsväxtart som beskrevs av L. Radlk.. Paullinia revoluta ingår i släktet Paullinia och familjen kinesträdsväxter. Inga underarter finns listade i Catalogue of Life.